# Єлісавета Начич

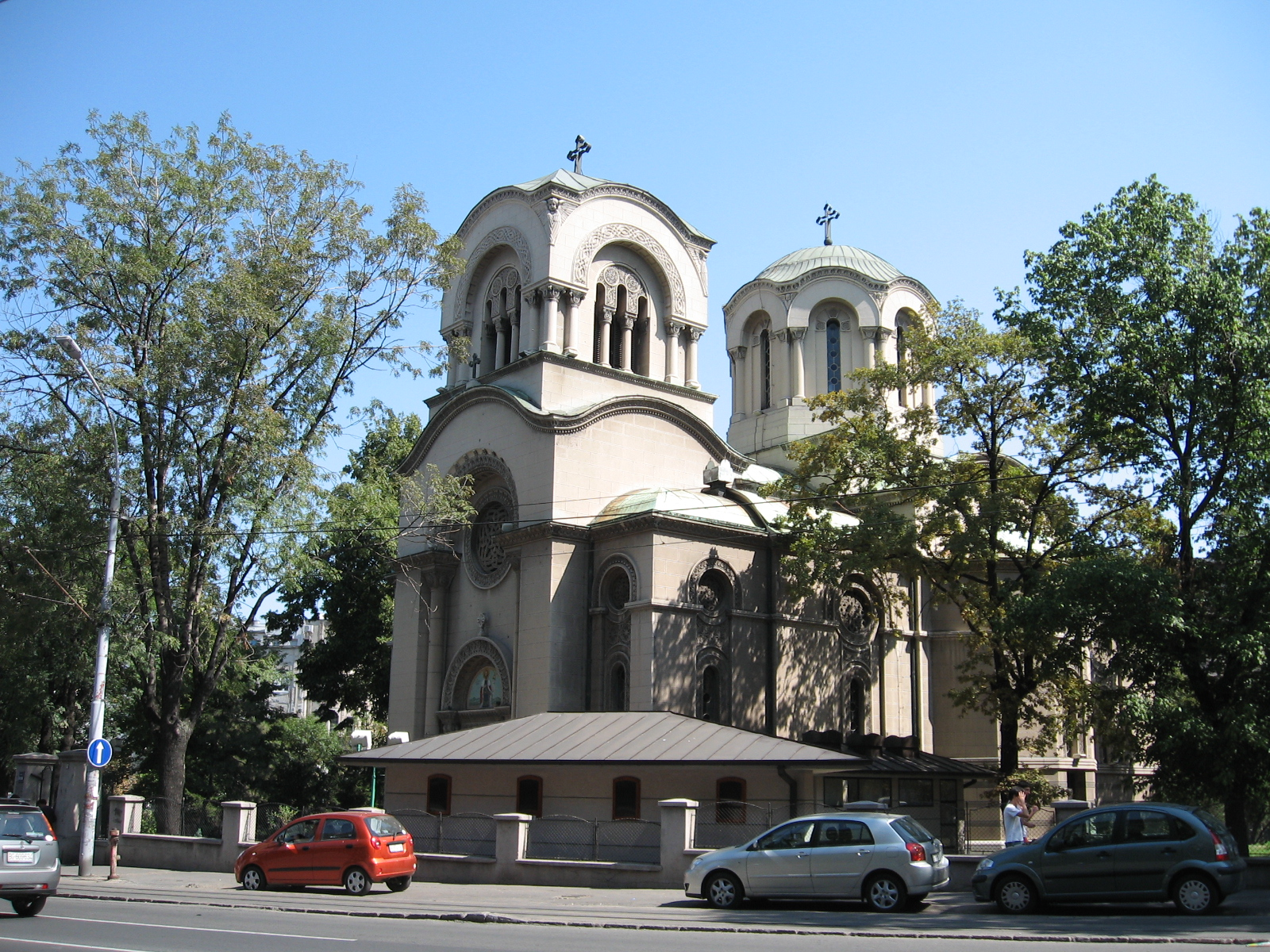
Єлісавета Начич: Церква Олександра Невського, Белград (1929)

Єлісавета Начич (31 грудня 1878 р., Белград — 6 червня 1955 р. Дубровник) — відома сербська архітекторка, перша жінка-випускниця архітектури в Белграді, перша жінка-архітектор в Сербії.

## Біографія
Начіч, який народилася в Белграді, закінчила школу з відмінними результатами в 1896 році. Вона продовжила вивчати архітектуру в Архітектурній школі Белградського університету. У 22 роки вона була першою жінкою, яка закінчила інженерний факультет. Вона шукала роботу в Міністерстві будівництва, але не змогла стати чиновником, оскільки існувала вимога про закінчення військової служби. Однак їй вдалося отримати посаду архітектора в муніципалітеті Белграда, де вона стала першим головним архітектором міста.
Під час Першої світової війни вона була інтернована в таборі в Угорщині, чим завершила свою мистецьку кар'єру. Після війни Начич переїхала до Дубровника зі своїм чоловіком Лукою Лукаєм, якого вона зустріла в таборі. За життєві досягнення їй було призначено державну пенсію. Померла в Дубровнику в 1955 р

## Архітектурні проекти
У 1903 році вона спроектувала Маленькі сходи в парку Калемегдан в Белграді. Її найвизначнішою роботою є пропорційне шкільне будівництво, яке вона закінчила в 1906 році, тепер відоме як початкова школа «Король Петро I». Вона також проектувала церкви, включаючи церкву Олександра Невського в моравському стилі (1929) у Белграді та меншу церкву в Косово. Лікарня, яку вона спроектувала, була зруйнована під час Другої світової війни, але багато її житлових будинків від квартир до видатних приватних будинків, деякі з елементами модерну чи неоренесансу, стоять і сьогодні. Перший колективний корпус житла для робітників на Балканах був спроектований Єлісаветою Начич.